# Hiligafoa
Hiligafoa is een bestuurslaag in het regentschap Nias Selatan van de provincie Noord-Sumatra, Indonesië. Hiligafoa telt 139 inwoners (volkstelling 2010).